# Temporada 1974-75 de l'NBA
La temporada 1974-75 de l'NBA fou la 29a en la història de l'NBA. Golden State Warriors fou el campió després de guanyar a Washington Bullets per 4-0.

## Classificacions

### Conferència Est
| Equip              | V  | D  | %V   | P  |
| ------------------ | -- | -- | ---- | -- |
| Boston Celtics     | 60 | 22 | ,732 | -  |
| Buffalo Braves     | 49 | 33 | ,598 | 11 |
| New York Knicks    | 40 | 42 | ,488 | 20 |
| Philadelphia 76ers | 34 | 48 | ,415 | 26 |

| Equip               | V  | D  | %V   | P  |
| ------------------- | -- | -- | ---- | -- |
| Washington Bullets  | 60 | 22 | ,732 | -  |
| Houston Rockets     | 41 | 41 | ,500 | 19 |
| Cleveland Cavaliers | 40 | 42 | ,488 | 20 |
| Atlanta Hawks       | 31 | 51 | ,378 | 29 |
| New Orleans Jazz    | 23 | 59 | ,280 | 37 |

### Conferència Oest
| Equip                   | V  | D  | %V   | P |
| ----------------------- | -- | -- | ---- | - |
| Chicago Bulls           | 47 | 35 | ,573 | - |
| Kansas City-Omaha Kings | 44 | 38 | ,537 | 3 |
| Detroit Pistons         | 40 | 42 | ,488 | 7 |
| Milwaukee Bucks         | 38 | 44 | ,463 | 9 |

| Equip                   | V  | D  | %V   | P  |
| ----------------------- | -- | -- | ---- | -- |
| Golden State Warriors C | 48 | 34 | ,585 | -  |
| Seattle SuperSonics     | 43 | 39 | ,524 | 5  |
| Portland Trail Blazers  | 38 | 44 | ,463 | 10 |
| Phoenix Suns            | 32 | 50 | ,390 | 16 |
| Los Angeles Lakers      | 30 | 52 | ,366 | 18 |

* V: Victòries
* D: Derrotes
* %V: Percentatge de victòries
* P: Diferència de partits respecte al primer lloc
* C: Campió

## Estadístiques
| Categoria                   | Jugador             | Equip                 | Mitjana/% |
| --------------------------- | ------------------- | --------------------- | --------- |
| Punts per partit            | Bob McAdoo          | Buffalo Braves        | 34,5      |
| Rebots per partit           | Wes Unseld          | Washington Bullets    | 14,8      |
| Assistències per partit     | Kevin Porter        | Washington Bullets    | 8,0       |
| Robatoris per partit        | Rick Barry          | Golden State Warriors | 2,9       |
| Taps per partit             | Kareem Abdul-Jabbar | Milwaukee Bucks       | 3,3       |
| Percentatge de tirs de camp | Don Nelson          | Boston Celtics        | ,539      |
| Percentatge de tirs lliures | Rick Barry          | Golden State Warriors | ,904      |

## Premis
- MVP de la temporada
  -  Bob McAdoo (Buffalo Braves)

- Rookie de l'any
  -  Jamaal Wilkes (Golden State Warriors)

- Entrenador de l'any
  -  Phil Johnson (Kansas City-Omaha Kings)

- Primer quintet de la temporada
  - Nate Archibald, Kansas City-Omaha Kings
  - Walt Frazier, New York Knicks
  - Elvin Hayes, Washington Bullets
  - Rick Barry, Golden State Warriors
  - Bob McAdoo, Buffalo Braves

- Segon quintet de la temporada
  - John Havlicek, Boston Celtics
  - Spencer Haywood, Seattle SuperSonics
  - Dave Cowens, Boston Celtics
  - Phil Chenier, Washington Bullets
  - Jo Jo White, Boston Celtics

- Millor quintet de rookies
  - Scott Wedman, Kansas City-Omaha Kings
  - Tommy Burleson, Seattle SuperSonics
  - Jamaal Wilkes, Golden State Warriors
  - Brian Winters, Los Angeles Lakers
  - John Drew, Atlanta Hawks

- Primer quintet defensiu
  - Paul Silas, Phoenix Suns
  - John Havlicek, Boston Celtics
  - Kareem Abdul-Jabbar, Milwaukee Bucks
  - Walt Frazier, New York Knicks
  - Jerry Sloan, Chicago Bulls

- Segon quintet defensiu
  - Elvin Hayes, Capital Bullets
  - Bob Love, Chicago Bulls
  - Don Chaney, Boston Celtics
  - Dave Cowens, Boston Celtics
  - Norm Van Lier, Chicago Bulls